# Chojnica (powiat choszczeński)
Chojnica – osada leśna w Polsce położona w województwie zachodniopomorskim, w powiecie choszczeńskim, w gminie Bierzwnik.
W latach 1975–1998 miejscowość administracyjnie należała do województwa gorzowskiego.